# Kostel svatého Palmacia
Kostel svatého Palmacia v Budňanech je v jádru středověká stavba založená v roce 1351 v souvislosti s výstavbou blízkého hradu Karlštejn a barokně přestavěná v 18. století. Je památkově chráněn.
Původně šlo o gotickou kapli založenou Karlem IV. pro uložení ostatků svatého Palmácia. Dnes je to jednolodní stavba s presbytářem zaklenutým sklípkovou klenbou. Stojí na hřbitově, rozloženém ve svažitém terénu a při pohledu přes řeku Berounku na hrad Karlštejn tvoří důležitý malebný motiv v popředí.
Spadá pod Římskokatolickou farnost Řevnice, pravidelné bohoslužby se konají v neděli v 16:00 hodin.

## Historie
S příchodem Karla IV. začala v českých zemích činnost řady francouzských stavebních hutí, na něž postupně navázali další mistři. K nejvýznamnějším podnikům patřilo budování nové katedrály na Pražském hradě. V roce 1348 začal Karel IV. stavět v kotlině mezi vrchy při řece Berounce na Tetínském panství hrad Karlštejn jako nedobytnou schránku pro říšské korunovační klenoty. Po desíti letech, dne 27. března 1357 byla stavba hotova a posvěcena.

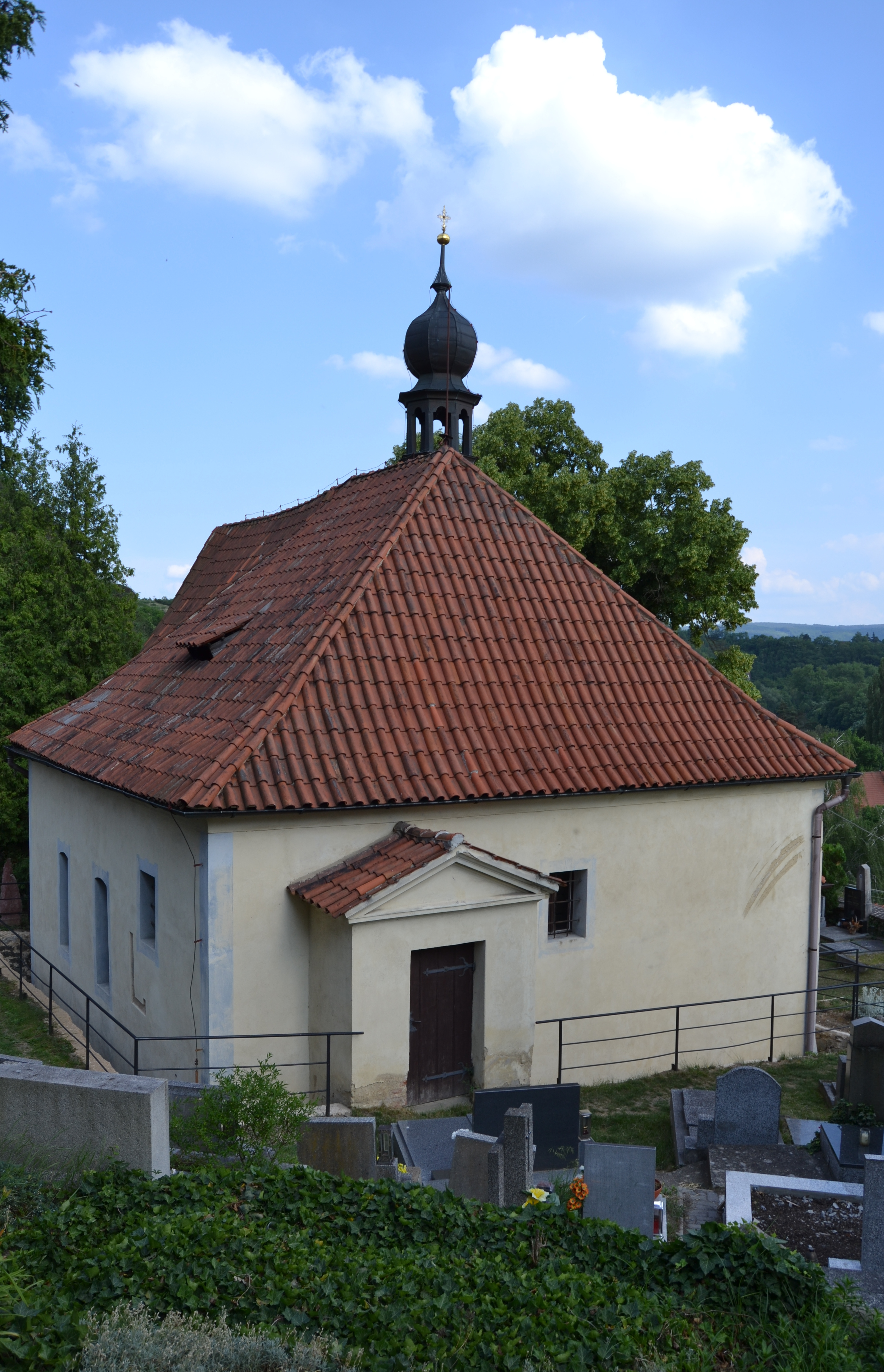
Kostel ze hřbitova

Téhož roku založil Karel IV. sbor kanovníků, čili karlštejnskou kolegiátní kapitulu. Jak je zřejmé ze zakládací listiny z 27. března 1357, měla karlštejnská kapitula vykonávat bohoslužbu v hradních kostelech a být strážkyní klenotů a svátostí chovaných na hradě. Kanovníci měli být zcela odděleni od světského života, proto pro ně byl vystavěn dům na protějším vrchu, který se od té doby jmenuje Kněží hora. Později jim byl pravděpodobně přidělen příbytek na hradě.
V čele kapituly byl děkan, který po dobu pobytu Karla IV. na hradě byl i jakýmsi kaplanem. Kanovníci se modlili v kapli Panny Marie a kapitula byla až do husitských válek v rozkvětu, poté místa kanovnická zanikla.
Děkanství získalo někdy v 16. století ves Praskolesy spolu s dříve královským patronátem, ves Tobolku a podací právo k farám kostelů – tohoto budňanského a loděnického.
Administrátor vykonával všechny bohoslužebné i duchovní činnosti, děkan byl vázán jen o božích hodech a o velikých svátcích mariánských, kdy byl povinen držet slavnou mši v karlštejnské kapli. V ostatní svátky byly konány bohoslužby právě v kostele budňanském.
Dle záznamu inženýra Hlavice z roku 1766 se o nedělích konaly bohoslužby střídavě – jednu neděli v hradní kapli, druhou v tomto kostele sv. Palmacia a třetí ve filiálním kostele sv. Stanislava v Mořině.
Když se v roce 1890 započalo s opravou hradu, byly všechny bohoslužby přeloženy do kostela sv. Palmácia.

## Stavební vývoj
Kostel sv. Palmacia byl postaven císařem Karlem IV. současně se stavbou hradu Karlštejn. Je známo, že položení základního kamene hradu Karlštejna vykonal 10. června 1348 Arnošt z Pardubic. Výstavba kostela se hřbitovem započala roku 1351 na Budňanské skále. První písemné zmínky o kostele sv. Palmacia jsou – stejně jako o kostela v Mořině – ze 14. století. Kostel má dochovanou konstrukci z této doby. Podnětem pro založení na tomto místě byla blízkost Karlštejna. Hradní huť bezpochyby dodávala do obou sousedních lokalit opracované architektonické články, stavebním materiálem byl místní lomový vápenec.

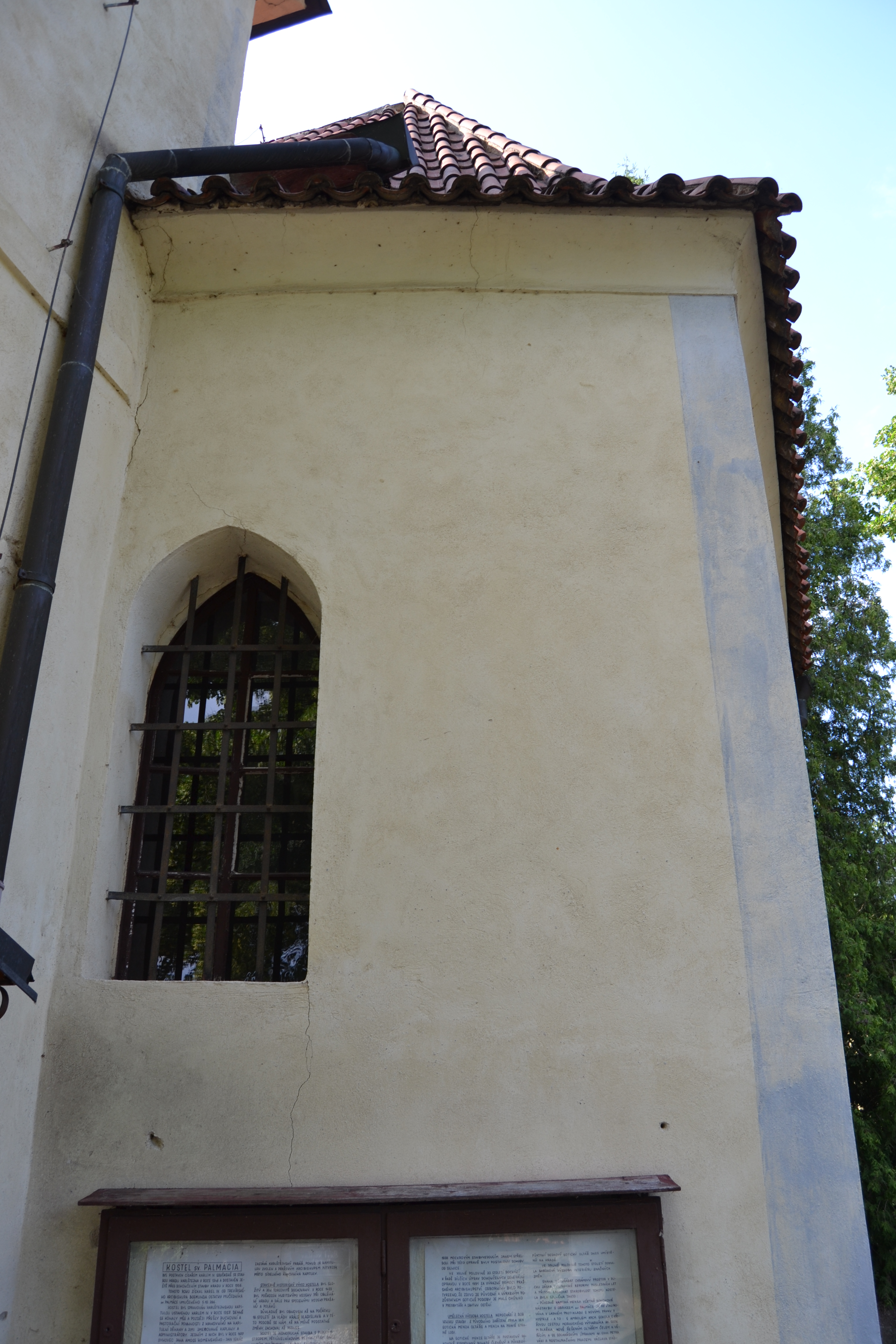
Okno kostela

Uvádí se, že novostavba nahradila starší svatyni, o jejíž podobě není nic známo. Různé zprávy nasvědčují tomu, že byl kostel dostavěn v roce 1356, tedy přibližně o jeden rok dříve než stavba hradu. Téhož roku získal císař Karel IV. od trevírského arcibiskupa a říšského arcikancléře pro Galii a království Arelánské Boemunda ostatky mučedníka sv. Palmáce (Palmacia), trevírského konzula, umučeného 5. října 286. Kostel sv. Palmacia je jediný tohoto zasvěcení v Česku. Byl vysvěcen roku 1357 arcibiskupem Arnoštem z Pardubic. V okolí kostela byly založeny vinice a chmelnice. Úsilím Karla IV. bylo shromáždit na Karlštejně ostatky svatých z celé křesťanské Evropy a jednou z prvních relikvií byly právě ostatky sv. Palmacia.
V latině znamená palmatius = držitel palmy neboli vítězný. Jednalo se o dobu pronásledování křesťanů za vlády římského císaře Diokleciána (284–305). Spolu se sv. Palmácem jsou uváděna i jména Tyrsa, Bonifáce, Leandra, Sotera, Alexandra, Hormisda, Papiria, Joviána, Krescence, Konstantina, Justina, Maxentia a ještě dalších. Legenda uvádí, že to byli vojáci thébské legie tábořící severně od Porta Nigra (dnes patrně rozšířené údolí řeky Mosely v Porýní-Falci v Německu), od nichž se vyžadovalo, aby obětovali římským modlám. Oni však s pevným rozhodnutím odmítli, vědomi si toho, že je lépe pro Krista snášet utrpení a pro vyznání víry zemřít, než si pro uctívání toho, co je jim cizí, zachovat pozemský život. Původ těchto mučedníků ani přesné místo jejich zabití není doloženo. Nebýt Karla IV., neměli bychom u nás památku na tohoto světce. Historici uvádějí u císaře silný kult světců, jejich ostatků a relikvií. Dokonce se někde píše o císařově sběratelské vášni, takový měl být údajně jeho zájem o vzácné ostatky svatých mučedníků. Zda za posílením kultu světců byla jeho záliba v drahocenných předmětech a umělecky hodnotných relikviářích či finanční zisk z poutí, které se k těmto relikviím konaly nebo posvěcení císařského majestátu a upevnění panovníkovy politické pozice se odborníci stále neshodli. Určitě v tom hrála ale nezastupitelnou roli císařova osobní zbožnost. Každopádně se jednalo o činnost, která neměla ne jenom v českých dějinách obdoby. Ke spravování kostela ustanovil císař karlštejnskou kapitulu v roce 1357. Denně se sloužily mše a vykonávala další duchovní i pastorační činnost. Později přešly duchovní a pastorační povinnosti z kanovníků na kapitulní děkany a jimi jmenované kaplany a administrátory. Jedním z nich byl v roce 1677 synovec Jana Amose Komenského – Jan Ignác Komenský. Kostel byl spravován karlštejnskou kapitulou, ustavenou Karlem IV. v roce 1357 v zakládací listině. K povinnostem kapituly patřilo denní sloužení a duchovní i pastorační povinnosti. Spojení s karlštejnskou kapitulou bylo přerušeno až v roce 1958, kdy se Budňany staly samostatnou farností s filiálním kostelem v nedaleké Mořině.
Historické prameny mluví o přepadení kostela husitskými vojsky v roce 1422 a poté o jeho značném poškození při obléhání hradu spojenými vojsky Pražanů a Poláků, dobýt hrad se jim nicméně nepodařilo. Kostel byl znovu obnoven na počátku 16. století za krále Vladislava, který projevil o duchovní stránku Karlštejna značný zájem. Presbytář kostela dostal novou sklípkovou klenbu a v této podobě se – až na méně podstatné změny – zachoval až dodnes. V roce 1648 byl kostel poškozen Švédy a zůstal dlouho neopraven a ještě v roce 1706 je připomínán jako polorozbořený – ecclesia s. Palmatii semidiruta, ruinosa – visitační zpráva z roku 1706 v arcibiskupském archivu.
Mohli bychom si tedy myslet, že barokní přestavba proběhla v následujících letech, ovšem věž nad sakristií byla ještě roku 1760 dřevěná. K důkladnější opravě došlo až v roce 1888, kdy byl kostel vymalován. Byly také přistavěny nové schody od silnice. Další opravy byly provedeny ve 20. století, zejména prejzové zastřešení a odvodnění kolem kostela. Z počátku 20. století pocházejí i přístavky předsíní: jižní, před hlavním vchodem, a západní zprostředkující vstup na hudební kůr.
V roce 1991 byla zahájena celková generální oprava za výrazné pomoci pražského arcibiskupství, kdy byla obnovena fasáda a báň kostela byla opatřena měděnou krytinou. Současně bylo potvrzeno, že zdivo je z velké části původní, výrazným pozůstatkem gotické podoby je malé okénko v presbytáři a zbytky dalšího ostění. Byl zde také umístěn nový oltář realizovaný sochařem Petrem Váňou. V roce 1999 byla provedena oprava omítky, vymalování interiéru a oprava pozednice poškozené plísní a červotočem.

## Architektura

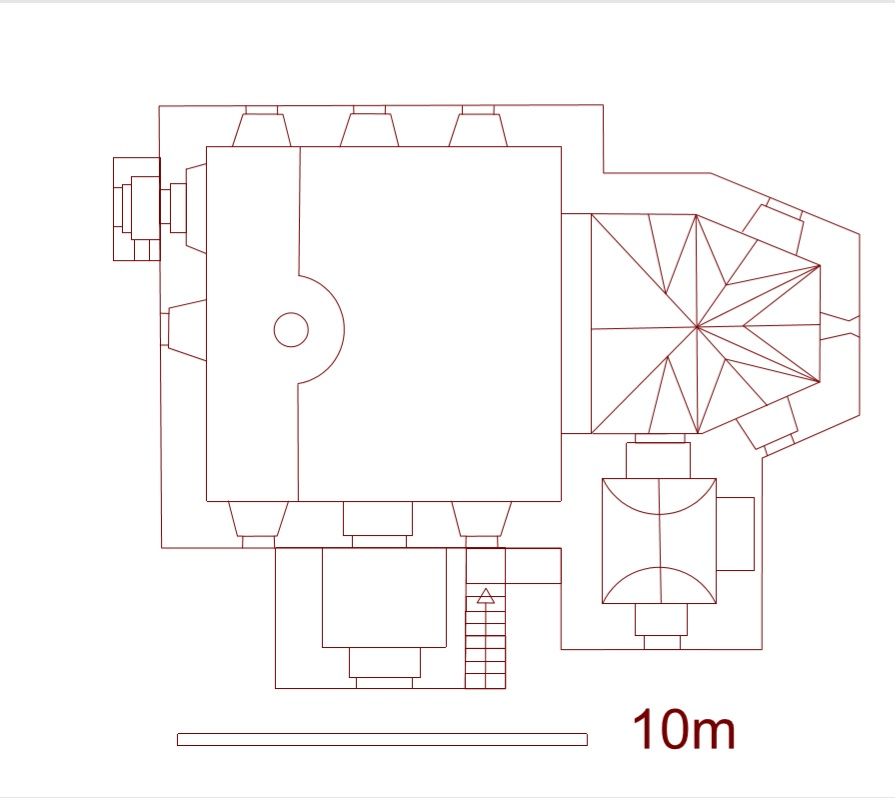
Půdorys kostela sv. Palmacia

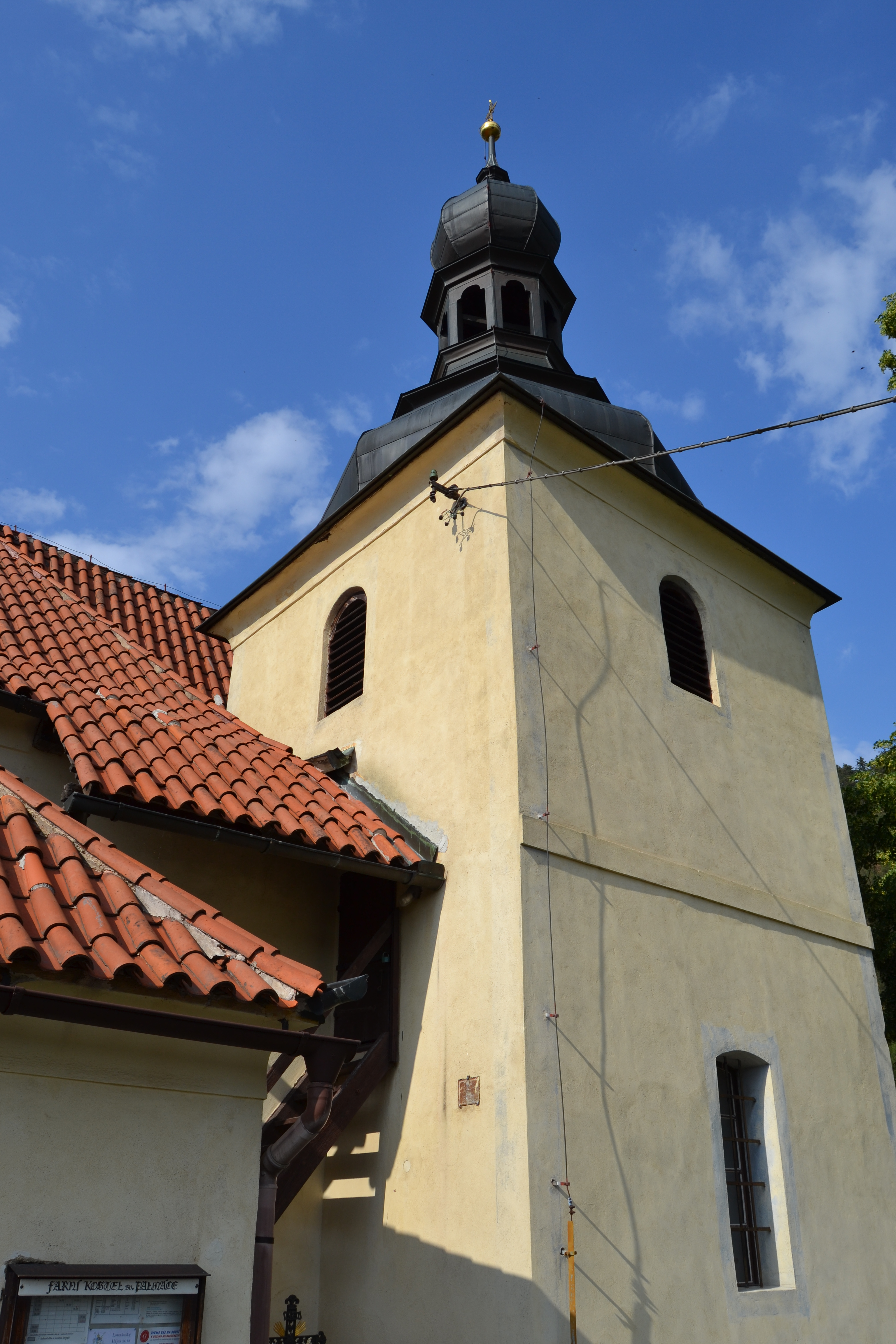
Věž kostela

Kostel stojí v dominantní poloze nad řekou Berounkou, uprostřed hřbitova, rozloženého ve svažitém terénu, s mnoha náhrobky. Hřbitov je vymezen ohradní zdí. Přístup do areálu je od jihovýchodu strmým schodištěm vedoucím z hlavní cesty k hradu. V patě schodiště, v blízkosti domu čp. 85, stojí kříž ze sliveneckého mramoru, pocházející z roku 1798. Další vstup na hřbitov je ze severovýchodu. Za vstupní branou na severovýchod je situována márnice (není předmětem ochrany). U severní stěny presbytáře stojí náhrobek – obelisk ze sliveneckého mramoru, pocházející z roku 1803. Předmětem ochrany je kostel, ohradní zeď, schodiště, kříž, náhrobek a pozemky vymezeného areálu.

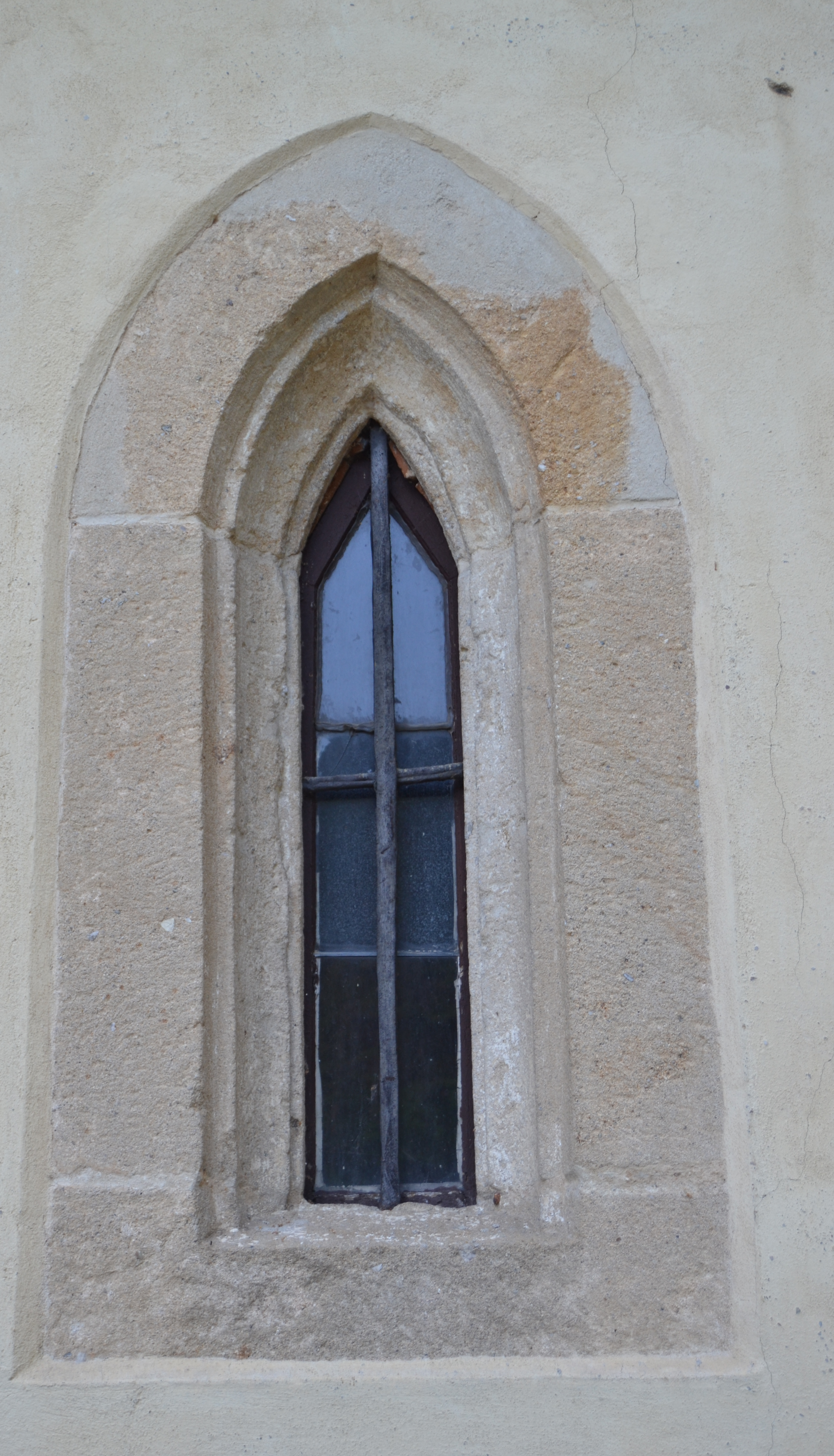
Gotické okénko v presbytáři

Z hlediska památkové ochrany je kostel popsán jako historicky významná sakrální stavba spjatá s výstavbou hradu Karlštejna v dominantní vyvýšené poloze. Z evidenčního listu nemovité památky zpracovaného 1969 se dovídáme, že stav zachování byl dobrý, kostel je popsán jako gotický, zbarokizovaný vesnický kostel ve velmi působivé a exponované poloze. Odkazuje na literaturu Posvátná místa království českého od Antonína Podlahy. Využití je kultovní.
Jedná se o jednoduchou jednolodní stavbu, se čtvercovou, plochostropou lodí, od chóru oddělenou půlkruhovým vítězným obloukem. Loď je osvětlena ze severní strany dvěma obdélníkovými okny, nahoře zakončenými nízkým obloukem. Pětiboký presbytář je trojboce uzavřen, zaklenut na sever křížovou, v závěru sklípkovou síťovou hvězdicovitou klenbou bez žeber o vzorci čtyřcípé hvězdy. Výběhy sklípkových hran jsou ostré, z jednoho bodu. Tato klenba vznikla nepochybně po dokončení stavebních úprav na karlštejnském purkrabství kolem roku 1500. Takových staveb je v Čechách málo a s klenbou v purkrabství hradu jsou jediné ve středních Čechách. Sklípková klenba tohoto kostela je však na rozdíl od většiny podobných provedena z lomového kamene. Na severní straně presbytáře se nalézá výklenek, kamenný sanktuář pro uchovávání Nejsvětější svátosti s jednoduchým renesančním kamenným orámováním, uzavíratelný železnými mřížovými dvířky. V obou postranních zdech presbyteria je výklenek s jednoduchým renesančním kamenným orámováním. Z pohledu historie se jeví zajímavé malé okénko v presbytáři, které si zachovalo svoji původní gotickou podobu. Ve východní zdi i ve zdech bočních jsou úzká hrotitá okénka bez kružeb.
Po jižním boku presbytáře se nachází nízká zděná hranolovitá věž. Ta byla před opravou fasády členěna pouze jednoduchou mezipatrovou a okapní římsou. Průzkum odhalil pouze malované modrošedé lisény a šambrány kolem oken. Římsy byly ve světle okrové barvě základní plochy.
Věž je ukončena plechem pobitou cibulovitou bání. Je z doby po roce 1760, neboť ještě roku 1760 je zmiňována nad klenbou sakristie pouze dřevěná zvonice.

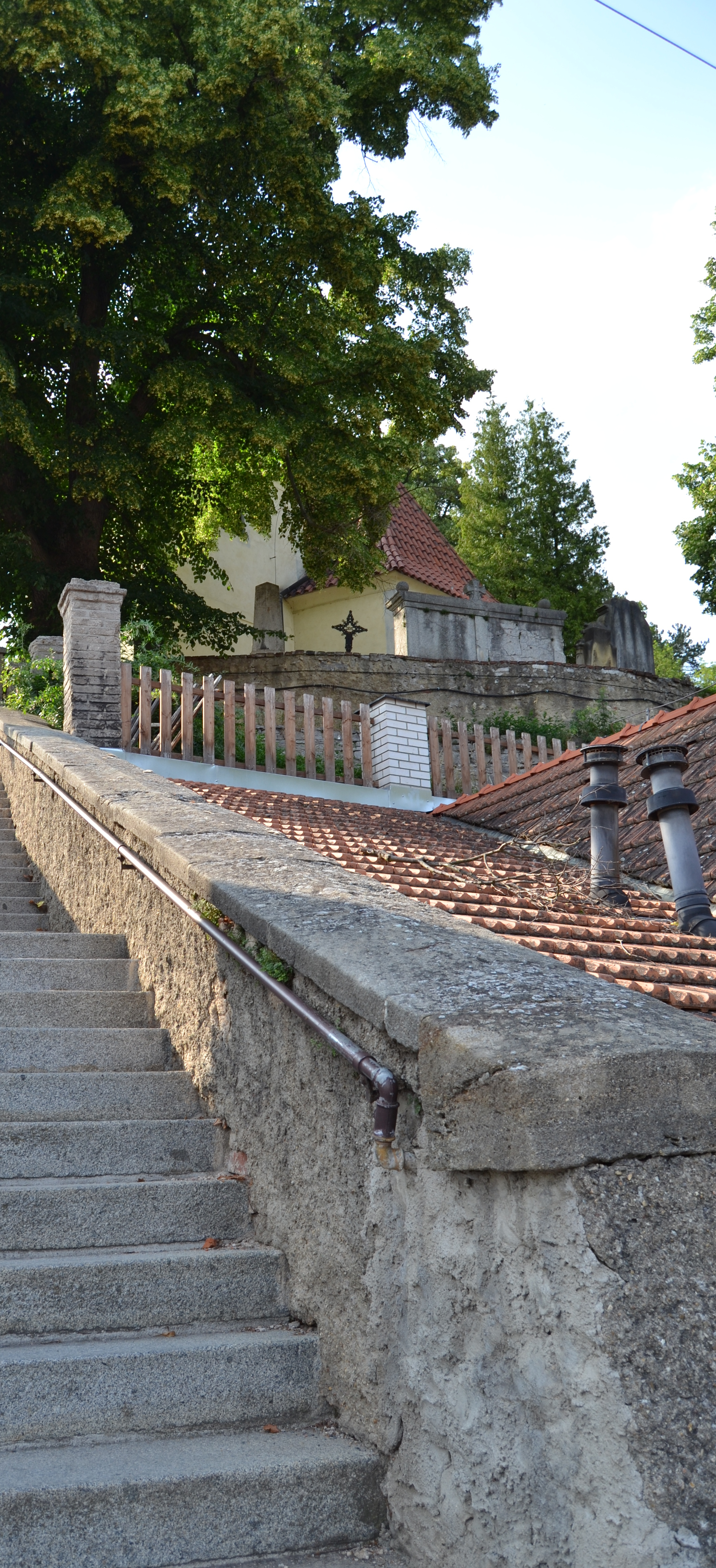
Schodiště ke kostelu

Ve věži visí dva zvony, jeden asi z 15. století s gotickým, nerozluštitelným nápisem a druhá s nápisem německým, z něhož je zřejmé, že byl ulit roku 1857 bratry Diepoldty v Praze. V přízemí věže se nachází sakristie. Ta má lomenou valenou klenbu. Na jihu lodi se nachází plochostropá předsíň. Vzadu zděná kruchta, která spočívá na masivních zkosených pilířích. Z počátku 20. století pocházejí přístavky předsíní: jižní, před hlavním vchodem, a západní zprostředkující vstup na hudební kůr.
Hradní huť bezpochyby dodávala do obou sousedních lokalit opracované architektonické články. Stavebním kamenem byl místní lomový vápenec. Kostely v Budňanech a Mořině pravděpodobně stavěla táž skupina řemeslníků, jak o tom svědčí shodná technika zdění, srovnatelné rozměry obou staveb a jejich podobná nápadně malá výška. V obou případech byla presbyteria původně plochostropá. Okénka mají příbuzné profily ostění. Pro ostění je příznačné sestavení ze 4 dílů: parapetu, dvou stojek a záklenku. Jediný rozdíl je možné pozorovat v rozdílném provedení drážek pro vsazení zasklení. Vzhledem k nutné sériovosti musela srovnatelné kamenické články dodávat karlštejnská huť. Ostění leží při vnějším líci zdi a její okosení odsazující vyžlabený poloviční prut je značně užší než v Mořině. První opravy vnějších omítek kostelů sv. Palmacia a sv. Stanislava v létě 1991 poskytly možnost k hlubšímu poznání stavební minulosti obou památek. Gotický původ těchto památek byl starší literaturou často zpochybňován a vznik stávající konstrukce sv. Palmácia hledán až v době pohusitské, zejména kvůli sklípkové klenbě. Avšak již starší literatura věděla o úzkém okénku ve východní zdi budňanského presbytáře. Jednoduché ostění nelze považovat za pozdně gotické, naopak není důvodu vylučovat jeho vznik těsně po polovině 14. století. Porovnání profilace s některými okny na Karlštejně potvrzuje úvahy o těsnější souvislosti mezi dvěma stavbami. Po sejmutí omítek z kostelní lodi se ukázalo, že se na podélných stěnách poblíže západních nároží zachovaly spodní částí dvojice obdobných okének. Je téměř jisté. že srovnatelné otvory bývaly i ve východní části lodi a v šikmých stěnách presbyteria, zanikly však při pozdějším zřizování nynějších velkých oken. Západní stěnu zjevně nepřerušoval žádný otvor.
Zdivo kostela v Budňanech má některé charakteristické vlastnosti. Výrazné jsou vyrovnávané ložné spáry, jejichž výškový rozdíl činí cca 1 m. Odpovídají tedy patrování stavebního lešení, které spočívalo na trámech položených napříč zdi. Zajímavé je, že trámy procházely zdivem asi 20 cm pod spárou. Toto řešení je celkem logické. Vždy po vyzdvižení stěny do výšky zhruba 1 m nad poslední patro lešení, bylo počítáno s další etáží lešení. Protože otvory byly ve zdivu vynechány a přeloženy plochými kameny, soudíme, že trámy do nich nebyly vezdívány, ale teprve dle potřeby v průběhu prací vsouvány. Nadezděním oněch asi 20 cm výšky nad otvory k ložné spáře byla zabezpečena stabilita nového patra lešení. Po vsunutí trámu a vložení prken – pracovní plošiny – na jejich konce, se cyklus opakoval. Postup je podle dosavadních vědomostí neobvyklý, proto jej popisujeme podrobněji. Souvisí to i s tím, že břevna, často kruhového průřezu byla běžně do zdi zalita maltou, a jejich konce se při dokončování stavby prostě odřezávaly. Na kostelní lodi v Budňanech bylo možno dále pozorovat, že s rozvržením ložných spár různě korespondovala pozice okenních ostění. Stěny jsou postaveny z místního lomového vápence, okenní ostění byla tesána v opuce. Nároží nejsou zpevněna kvádrovou armaturou. Pozůstatky originální úpravy zdiva nebyly zjištěny.
Při značné šíři lodi zaujme podprůměrná výška původní stavby, necelých 5 metrů.

## Interiér
Z původního zařízení kostela zbyla jen gotická menza oltáře a menza na pravé straně lodi. Na gotické menze oltáře je postavená rokokově formovaná, bohatě členěná výzdoba s rozvilinami po stranách, s dominantou obrazu patrona kostela sv. Palmacia.

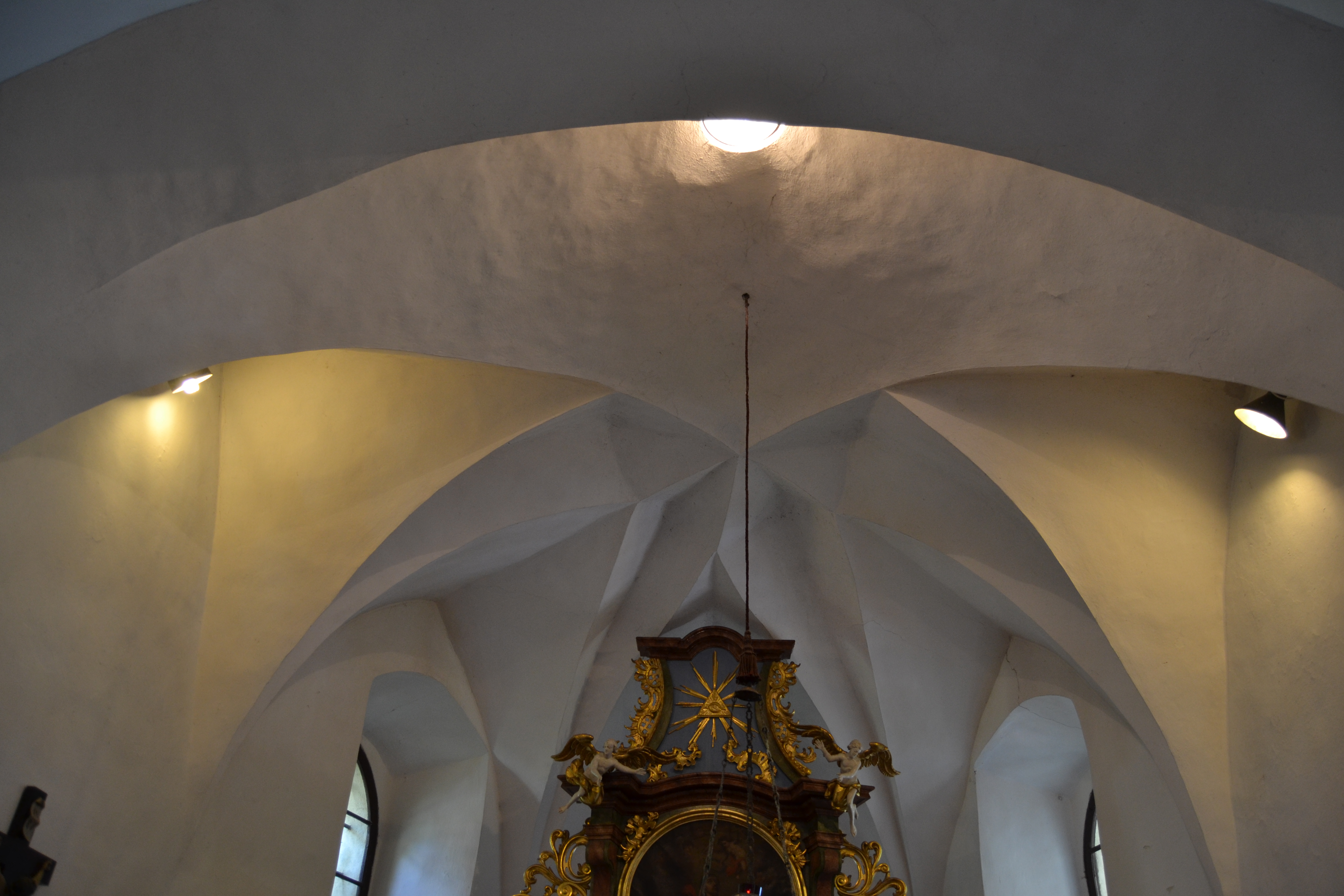
Klenba v presbytáři

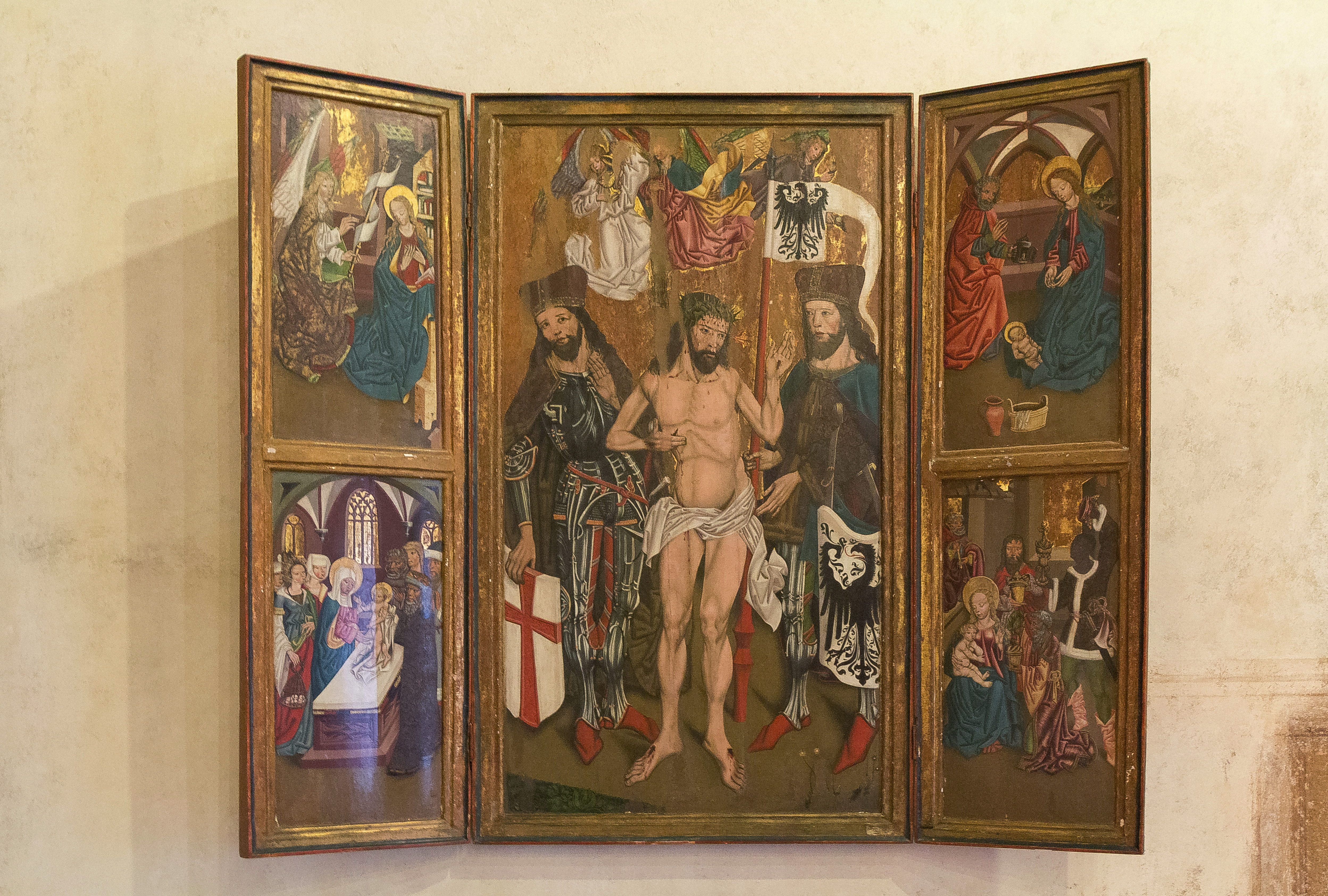
Do přelomu 18. a 19. století v kostele býval oltář z dílny Mistra budňanského oltáře

Uprostřed na plátně je světec je vyobrazen jako římský voják. Levicí se opírá o tasený meč, pravici má položenou na prsou. Andílek mu klade na hlavu věnec. Dole jiný andílek drží bílý štít s červeným křížem. Malba je z počátku 18. století. Po stranách obrazu stojí dřevěné sochy sv. Václava a sv. Ludmily. Jak obraz, tak sochy patří do movitého památkového zařízení. Tento komplex snad v roce 1830 nahradil původní deskový pozdně gotický oltářní obraz s postavou Ježíše Krista, sv. Palmacia a sv. Václava, který je nyní uložen v Manské síni (Rytířském sálu) hradu Karlštejn.
Stávající barokní výzdoba kostela doznala v průběhu druhé poloviny 20. století výrazných změn, které se snažily uspořádat chrámový prostor v duchu liturgické reformy Druhého vatikánského koncilu při zachování starobylosti tohoto chrámu. Byly doplněny nové prvky: ambon architekta Sokola, křížová cesta moravského výtvarníka ak. sochaře Blažka a nově řešený oltář čelem k lidu. Restaurátor Václav Stádník restauroval oltář sv. Palmacia. Oltář pro kostel sv. Palmacia vytvořil v roce 1991 sochař Petr Váňa. V lodi po stranách vítězného oblouku stojí po jednom oltáříku. Na evangelijní straně je pozdně renesanční oltářík, značně zvýšený později podstavenou rokokovou částí. Ve starší hořejší části je uprostřed obraz sv. Anny vyučující P .Marii, po stranách sv. Josef a sv. Jáchym. V dolejší části je tabernákl a na něm zasklená skříňka, v níž je ze dřeva řezaná soška stojícího Jezulátka. Po stranách a na volutách jsou barokní sošky P. Marie a sv. Anny.
Na epištolní straně je rokokový oltářík, na němž se v zasklené skříňce nalézá barokní sousoší Panny Marie, na skříňce pak kříž s anděly po stěnách. Lavice jsou barokní a křtitelnice pozdně barokní. V lodi jsou četné náhrobky; nápisové z 18. století, znakový ze 16. století, v presbytáři náhrobek z roku 1750, v předsíni figurální z roku 1623. V presbytáři ve dlažbě je náhrobní kámen pětileté dcerušky zemřelé roku 1750 a v chrámové předsíňce, rovněž ve dlažbě, náhrobní kámen synáčka Daniela Třebonského z Rožmitálu, písaře důchodu Karlštejnského, zemřelého několik hodin po narození roku 1621. Oba tyto náhrobní kameny mají české nápisy.

## Úryvek z knihy Povídky ze starých hradů
| „                                             | A když u sv. Palmacia zazněl zvonek, vsickni hrnuli se do chrámku, aby vroucí modlitbou volali k Pánu všemocnému. Modlila se tu věrná srdce česká za svého dobrodince, modlily se tu děti české za svého tatíčka… Lid v Budňanech jásal, z chrámu sv. Palmácia hlaholila píseň svatováclavská. | “ |
| — Karel Václav Rais, Povídky ze starých hradů | |   |